# Тучи (песня)
«Тучи» — песня российской поп-группы «Иванушки International» из дебютного альбома «Конечно он». Это первая песня Иванушки International.
Песня заняла 18 место в списке «100 лучших песен XX века» по версии Европы Плюс.
Редакция портала Афиша Daily, в ретроспективном обзоре творчества группы, писала, что во время выступления Иванушек с этой композицией на «Песне года-96» словно бы «наступало будущее».
В июне 2022 года вышла новая версия песни «Тучи» под названием «Тучи круче». Песня «Тучи круче» была записана совместно с популярным среди молодёжи исполнителем Хабибом.

## Видеоклип
Первоначально второй клип «Иванушек» планировалось снимать к песне «Малина». Идея снимать «Тучи» была рискованной (стиль трип-хоп и брейкбит нетипичен для отечественной эстрады тех лет), однако коллектив к тому моменту начинал отчаиваться, а Матвиенко подумывал о роспуске «Иванушек» и решился на эксперимент. В качестве вдохновения Игорь Матвиенко показал режиссёру клипа Олегу Гусеву «какой-то бойз-бэнд… возможно, East 17».
Видеоклип на песню «Тучи» снимали в 1996 году в Финском заливе в северной части недостроенного к тому моменту комплекса защитных сооружений Санкт-Петербурга от наводнений. Из-за плохой погоды съёмочная группа долго не могла приступить к работе. По словам музыкантов, все погодные явления — настоящие, а компьютерная графика была использована только для создания космического аппарата, представленного в клипе. По воспоминаниям Андрея Григорьева-Аполлонова, автомобиль в клипе — ЗИМ, некогда подаренный Сталиным Стаханову.
Премьера видеоклипа состоялась в 1996 году на ОРТ. После выпуска клипа на группу обрушилась популярность. Андрей вспоминает об этом так:
Сочи, просыпаюсь, включаю телевизор — передача „Горячая десятка“. И там: „А на первом месте у нас неизвестная молодая группа с оригинальным названием „Иванушки Интернешнл“. И включают „Тучи“ — а я сам ещё клип не видел. Выхожу потом на пляж — и на меня начинают прыгать люди. Вот уж действительно проснулся знаменитым, просто в одну секунду.
«Иванушки» стали давать по три выступления в день. Всюду группу сопровождали толпы фанаток. Транспорт, на котором группа уезжала с концерта, «от полноты чувств» нередко переворачивали или покрывали росписями; в адрес жён артистов периодически сыпались угрозы.

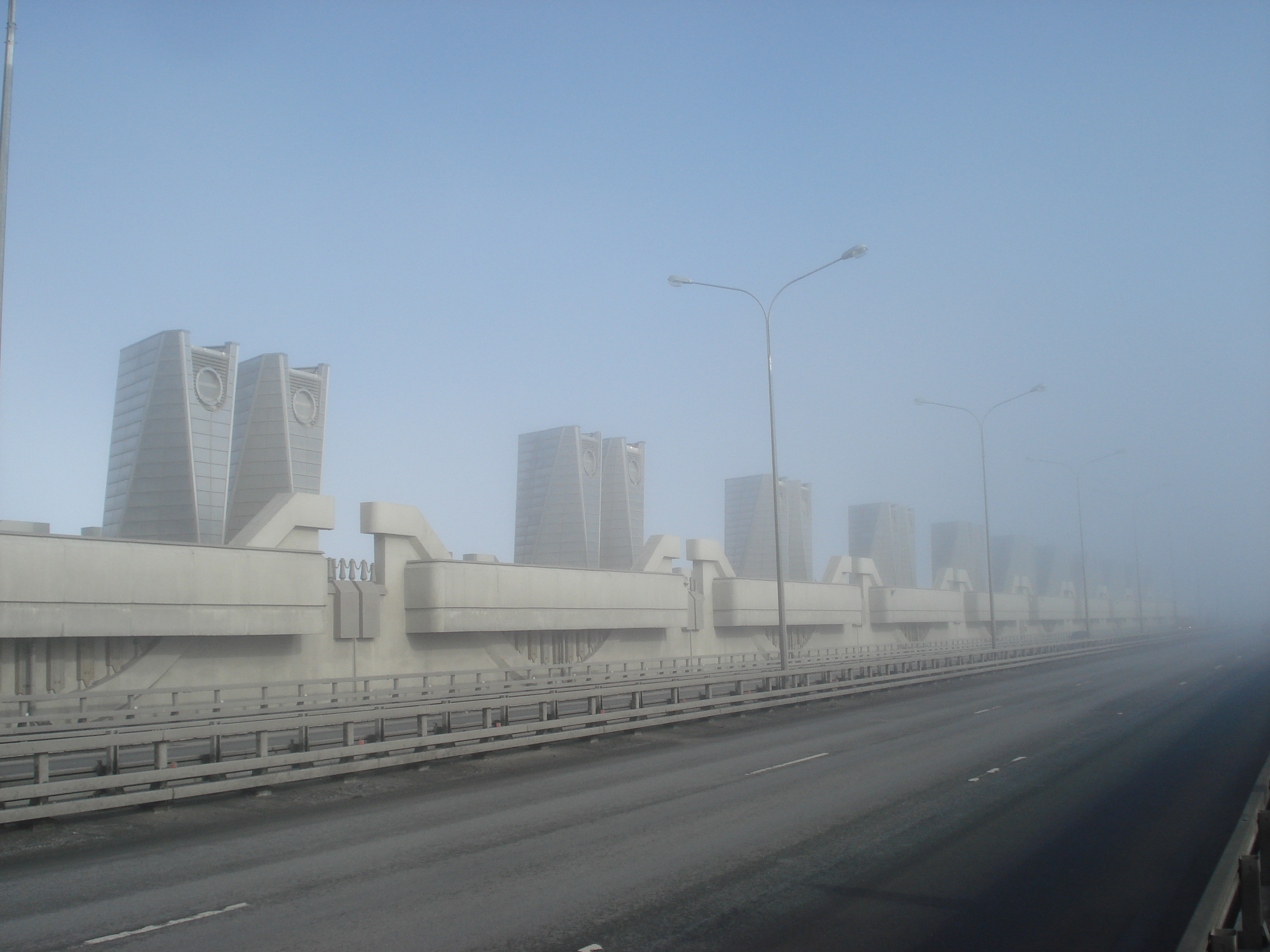
Водопропускное сооружение В-1, КЗС, Финский залив.

## Участники записи
Иванушки International
- Игорь Сорин
- Андрей Григорьев-Апполонов
- Кирилл Андреев

Дополнительные музыканты
- Ирина Мильцина — бэк-вокал
- Олег Кацура — бэк-вокал

## Рейтинги и списки
| Издание       | Страна | Рейтинг/список             | Позиция |
| ------------- | ------ | -------------------------- | ------- |
| «Европа Плюс» | Россия | «100 лучших песен XX века» | 18      |

## Награды
- 1996 — «Песня года», песня «Тучи»

## Официальные версии и ремиксы
- Альбомная версия — 4:11
- Константин Смирнов remix — 4:47
- Симфоническая версия (при участии симфонического оркестра «Стихия» и скрипичного трио «Вибрация», для сборника 10 лет во Вселенной) — 5:05
- В 2012 году в программе «ДОстояние РЕспублики» свою версию представил коллектив Jukebox Trio[9].
- Дмитрий Янковский со своей группой «NeoClassic» в 2015 году записал неоклассическую версию «Туч»[10]. Песня входит в концертный репертуар группы[11].
- В 2019 году на фестивале «Алые паруса» а капелла-версию исполнили «Plusfive»[12].
- В конце 2020 года свою кавер-версию представила детская вокальная группа «4 кадра».
- В 2022 году Иванушки International перепели песню вместе с Хабибом «Тучи круче».